# 劇団未来
劇団未来（げきだんみらい）は関西の劇団。
昭和37年（1962年）9月に「大阪演劇教室研究会」「現代座」「新生会」の3劇団が合併して創設。以降、大阪を題材とした創作劇を中心として公演活動に取り組んでいる。
年2回の本公演のほかに、和太鼓の普及、演劇教室などにも取り組んでいる。

## 概要
2012年9月に創立50周年を迎えた。